# فرودگاه ترمذ
فرودگاه ترمذ  (به انگلیسی: Termez Airport) یک فرودگاه همگانی با کد یاتا TMJ است که یک باند فرود بتن دارد و طول باند آن ۳۰۰۰ متر است. این فرودگاه در شهر ترمذ کشور ازبکستان  قرار دارد و در ارتفاع ۳۱۳ متری از سطح دریا واقع شده است.